# Galeichthys feliceps
Galeichthys feliceps är en fiskart som beskrevs av Valenciennes, 1840. Galeichthys feliceps ingår i släktet Galeichthys och familjen Ariidae. Inga underarter finns listade i Catalogue of Life.